# Кримський провулок (Мелітополь)
Кримський провулок — провулок у Мелітополі. Починається від Кримської вулиці і йде на схід до озера Гарячка. Забудований приватними будинками.

## Назва
Провулок названий на честь півострова Крим.
Поруч знаходиться Кримська вулиця, яка до 1957 року сама називалась Кримським провулком.

## Історія
Рішення про прорізку та найменування провулка прийнято 29 березня 1957 року. Провулок отримав ім'я Фурманова. В 2016 році в ході декомунізації перейменована на Кримський.